# Marlene Hahn
Marlene Hahn (* Juni 1985 in Starnberg) ist eine deutsche Musikdramaturgin.

## Leben
Hahn zog mit zwei Jahren von Starnberg nach Augsburg. Nach ihrem Abitur am Maria-Ward-Gymnasium Augsburg studierte sie Germanistik und Kunstgeschichte an der Universität Augsburg. Parallel dazu absolvierte sie den Elitestudiengang Ethik der Textkulturen. Das Studium schloss sie 2011 ab.
Von 2010 bis 2015 arbeitet sie am Theater Augsburg als Musikdramaturgin, u. a. mit den Regisseuren Thaddeus Strassberger, Monique Wagemakers, Lorenzo Fioroni, Manfred Weiß und Yona Kim. Zudem betreute sie das Augsburger Brecht- und Mozartfestival sowie verschiedene Opernproduktionen als Regieassistentin.
2015 wechselte sie an die Oper Graz.

## Produktionen
- 2014: Romeo und Julia
- 2014: Jenůfa
- 2015: Die Gärtnerin aus Liebe
- 2015: Blues Brothers
- 2015/2016: Der ferne Klang, Oper Graz
- 2015/2016: Der Opernball, Oper Graz
- 2015/2016: Griechische Passion, Oper Graz
- 2016/2017: Hotel Elefant, Oper Graz